# North Fair Oaks
North Fair Oaks è un census-designated place (CDP) degli Stati Uniti d'America, situato in California, nella contea di San Mateo.